# 倉敷市立玉島東中学校
倉敷市立玉島東中学校（くらしきしりつ たましまひがしちゅうがっこう）は、岡山県倉敷市玉島二丁目にある公立中学校。
築45年の校舎であるため、老朽化が進んでいる。
通称は「がっちゅー」。

## 沿革
- 1947年（昭和22年） - 浅口郡玉島町立玉島第一中学校として開校。当時全11学級全校生徒511名
- 1948年（昭和23年） - 玉島乙島662番地に移転。
- 1950年（昭和25年） - 玉島町立玉島東中学校と改称。
- 1952年（昭和27年） - 市制施行により玉島市立玉島東中学校と改称。
- 1967年（昭和42年） - 合併により倉敷市立玉島東中学校と改称。
- 1970年（昭和45年） - 現在地に移転。
- 1975年（昭和50年） - 住居表示変更により、倉敷市玉島2丁目21番1号となる。
- 1980年（昭和55年） - 54年度卒業生より、校旗掲揚塔「有朋の塔」寄贈工事完了
- 1996年（平成7年） - 学校創立50周年を迎える。記念式挙行として、時計台の設立と国旗掲揚塔「有朋の塔」寄贈工事

## 校風
「当たり前のことを当たり前にできる中学生」や、「うさぎになるよりかめになれ」などを目標にしている。

## 教育

### 教育目標
盛んな向学心、豊かな心情、たくましい心と体をもった生徒を育てる。
- 問題解決能力の形成
- 温かい心の形成
- 実践力の形成

### 研究主題
学ぶ意欲を高める授業の創造
- 思考力・判断力・表現力の形成

### 校章の由来
昭和22年9月に、生徒・先生の応募作品の中から、当時2年生の中原康子さんのデザインが採用された。のちに、定金恵之輔先生が手を加えてできたのが現在の校章である。中央の玉はボールを、上下に伸びるペンは学習意欲の向上を象徴し、左右に伸びる翼は、大きく羽ばたく若者の姿を象徴化している。

### 教訓
- 強く　正しく　あたたかく

## 生徒会
生徒会は生徒会長（一名）副生徒会長（二名）執行部（五名）で構成されており、生徒会直属で評議委員と各委員が存在する。

### 活動
月に一度委員会が開かれ、そこで今月の各委員の目標とこれからの活動内容、全校へ呼び掛けることなどを決める。
生徒会では、意見箱を設置し生徒会に生徒が意見できる環境をつくったり、月に一度生徒会新聞を発行し、生徒会からの情報を生徒に伝えたりする。
また、年に一回生徒総会を開いており、年間予算や各委員の年間目標などを決定したり、生徒に「学校で改善すべき点」が発言できる場を設けたりしている。

### メンバーの入れ替え
評議委員と各委員は、前期と後期でメンバーを入れ替える。
評議委員と各委員のメンバーは基本クラス単位で決め、各委員1クラスの定員が男女一名ずつである。
各委員は立候補でメンバーを決めるが評議委員は投票によって決める。なので立候補はできず、票が一番入ったものがその学期の評議委員である。
生徒会のメンバー入れ替えは後期の初めに行う。
基本は学校単位で選挙をし、立候補者の中から決める。立候補者は一定期間中校門の前で選挙活動をすることができる。
そして選挙当日、立候補者の演説を聞いた後、投票をして決められる。

## 部活動

### 運動部
- 野球部
- サッカー部
- 陸上競技部
- 男子ソフトテニス部
- 女子ソフトテニス部
- 男子バスケットボール部
- 女子バスケットボール部
- 男子バレーボール部
- 女子バレーボール部
- 卓球部
- 剣道部

### 文化部
- 吹奏楽部
- 美術部

## 受賞
- 1951年 - 生徒郵便局優秀校として、大蔵大臣・日銀総裁表彰
- 1976年 - 学校保健統計調査優秀校として、文部大臣表彰
- 1976年- 学校安全教育優秀校として、文部大臣表彰
- 1977年 - 学校安全教育優秀校として、総理大臣表彰
- 1978年 - こども郵便局優秀校として、郵政大臣表彰
- 1979年 - 優良こども銀行として、大蔵大臣・日本銀行総裁表彰
- 1981年 - 豊かな人間を育てる教育研究の優良校として、倉敷市教育委員会表彰
- 1983年 - 優良こども銀行として、大蔵大臣・日本銀行総裁表彰
- 1984年 - こども郵便局優良校として郵政大臣表彰
- 1995年 - PTA活動優秀校として全国表彰

## 設備工事
- 1975年 - 25mプールとプールハウスを竣工
- 1977年 - 運動場便所新築工事完了
- 1981年 - 消火用受水槽、ポンプ室新築工事完了
- 1981年 - 非常放送施設工事完了
- 1994年 - ごみステーション設備工事完了
- 1999年 - カウンセリング教室新設
- 2000年 - テニスコート便所新築
- 2000年 - コンピューター教室機械更新,インターネット接続
- 2002年 - 便所電灯センサー取り付け工事完了
- 2003年 - 南校舎屋上防水工事完了
- 2003年 -購買シャッター取り付け工事完了
- 2004年 - 校内LAN工事完了
- 2004年 - 第一音楽室エアコン設置
- 2005年 - 南校舎南防球ネット設置
- 2005年 - コンピューター教室機器更新
- 2006年 - 作法室エアコン設置
- 2012年 - プレハブ校舎設置工事完了
- 2015年 - 渡り廊下耐震化工事・塗り替え完了

## 通学区域が隣接している学校
- 倉敷市立連島南中学校
- 倉敷市立玉島西中学校
- 倉敷市立玉島北中学校
- 倉敷市立船穂中学校